# Camboulit
Camboulit é uma comuna francesa na região administrativa de Occitânia, no departamento de Lot. Estende-se por uma área de 5,19 km². Em 2010 a comuna tinha 262 habitantes (densidade: 50,5 hab./km²).